# Gustav Ejstes
Gustav Ejstes, född 23 december i 1979 i Lanna, utanför Skövde i Västergötland, är en svensk musiker och låtskrivare. Sedan 1998 spelar han, och är frontfigur, i Dungen, ett band med musikaliska influenser från 60- och 70-talens psykedeliska rock, progressiva rock och svensk folkmusik. Ejstes är multiinstrumentalist och spelar gitarr, piano, klaviatur, tvärflöjt, fiol och sjunger. Hans far Lars-Olof Ejstes är riksspelman och själv har Gustav Ejstes studerat folkmusik och fiol för Jonny Soling.
Gustav Ejstes sysslade inledningsvis med hiphop men tröttnade på loopar och samplingar och ville hellre åstadkomma ljuden på egen hand. Han började skriva texter på svenska  och plockade in musiker efter hand. I samma veva lärde han känna Reine Fiske som kom att bli en av grundpelarna i Dungen.
Sedan 2012 ingår han också i gruppen Amason tillsammans med Amanda Bergman, Pontus Winnberg, Petter Winnberg och Nils Törnqvist.
Ejstes är fortfarande influerad av hiphop och har gästspelat på Timbuktus album Oberoendeframkallande och har scratchat med Marcus Price från Fattaru.